# Американка (фільм)
«Американка» - російський художній фільм Дмитра Месхієва за повістю Юрія Короткова.

## Зміст
Історія кохання дев'ятикласника Льоші розгортається на тлі життя провінційного містечка кінця шістдесятих — широченний кльош, високі начісування, поїздки на мотоциклах і, звичайно, шейк. «Американка» — парі, умови якого не можна порушити. Таке парі Льоша укладає з дівчиною Танею, подругою свого загиблого старшого брата.

## Ролі
| Актор                  | Роль                                      |
| ---------------------- | ----------------------------------------- |
| Сергій Васильєв        | Льошка Колядко                            |
| Наталія Данилова       | Танька                                    |
| Ніна Усатова           | Матильда В'ячеславівна                    |
| Аліса Гребенщикова     | Дінка Огурцова                            |
| Віктор Бичков          | кримінальник Третьяков                    |
| Юрій Кузнєцов          | міліціонер Дядя Міша                      |
| Андрій Краско          | сусід                                     |
| Олександр Половцев     | Яша                                       |
| Оксана Базилевич       | Антоніна, старша сестра Льлшки            |
| Михайло Вассербаум     | Леха (наречений, згодом чоловік Антоніни) |
| Олег Федоров           | Кисіль                                    |
| Федір Лавров           | Кочет                                     |
| Костянтин Василевський | Дьома                                     |
| Ігор Зорькін           | Брат                                      |
| Денис Сладкевич        | Ложечевський                              |
| Павло Стогов           | Петька Чорний                             |
| Василина Стрельникова  | Варька                                    |
| Ольга Тарасенко        | Варька                                    |

## Місця зйомок
Фільм знімався у Пскові, основні сцени зняті в районі Запсковья.

## Ремейк
З серпня по жовтень 2012 року в Астрахані проходять зйомки ремейка картини.

## Знімальна група
- Режисер — Дмитро Месхієв
- Сценарист — Юрій Коротков
- Продюсер — Олена Яцура
- Композитор — Ірина Цеслюкевич